# Аргеніда
«Аргені́да» (лат. Argenis) — алегоричний роман шотландського поета Джона Берклі, написаний латиною. Робота над текстом йшла з 1617 року в Римі, перше видання побачило світ незабаром після смерті автора в 1621 році. Твір відноситься до популярного в епоху бароко жанру «роману з ключем», породив численні продовження і наслідування і сильно вплинув на розвиток французької преціозної літератури (включаючи романи мадам де Скюдері і «Пригоди Телемака» Фенелона). Аллегорико-політичні романи латиною публікувалися після цього до середини XVIII століття. В історіографії ведуться суперечки про приналежність роману до англійської або французької літературної і культурної традиції, в роботах дослідників кінця XX—XXI століть все частіше лунають заклики вважати Джона Берклі представником інтернаціональної «Республіки вчених».
Джон Берклі (латиною Ioannes Barclaius) народився у Франції, і його матір'ю була француженка, але поет вважав себе шотландцем і успадкував від батька — Вільяма Берклі — прихильність до абсолютної монархії. Замисливши викласти її апологію, він написав алегоричний роман, який своїми ідеями і легкістю латинського стилю і досконалістю віршів завоював величезну популярність. Історія створення роману досить добре документована листами самого Берклі. Роман був присвячений французькому королю Людовику XIII. Публікація була здійснена завдяки «князю Республіки вчених» — абату Фабрі де Пейреску, з яким Берклі листувався з 1606 року. У латинському оригіналі роман витримав понад 50 видань і регулярно перевидавався аж до кінця XVIII століття, був переведений практично на всі європейські мови, включаючи польську (Вацлав Потоцький, 1697) і російську (Василь Тредіаковський, 1751). Роман цінували Гуго Гроцій, кардинал Рішельє, Готфрід Лейбніц, Йоганн Гете і Семюел Кольрідж. Потім «Аргеніда» була на довгий час забута, науковий інтерес до тексту проявився в кінці XIX століття, на рубежі XX—XXI століть було випущено кілька факсимільних видань. Наукове видання латинського тексту з паралельним англійським перекладом під редакцією Марка Райлі і Дороті Прітчард Хьюбер було зроблено в 2004 році.
Бароковий роман мав складний сюжет, основна фабула якого, хоча і поміщена в Античність, була заснована на подіях реальної історії Франції XVI століття — боротьбу короля, гугенотів і Ліги. Роман був збудований за авантюрною схемою з багатьма вставними епізодами, що ускладнюють дію. Схема сюжету зводиться до наступного: сицилійський цар Мелеандр після важкої боротьби переміг могутнього бунтівного вельможу Лікогена, до партії якого приєдналися гіперефаняни (тобто кальвіністи); придворний науковець Нікопомп (alter ego автора) безперервно дає поради Мелеандру і проповідує йому правоту монархічного принципу. Лікогену вдалося віддалити від двору вірного цареві вельможу Поліарха; після поразки Лікогена Поліарх, який давно закоханий в Аргеніду, доньку Мелеандра, отримує її руку, і роман закінчується тріумфом вірного кохання, з яким зливається тріумф царя над бунтівними феодалами.

## Зміст

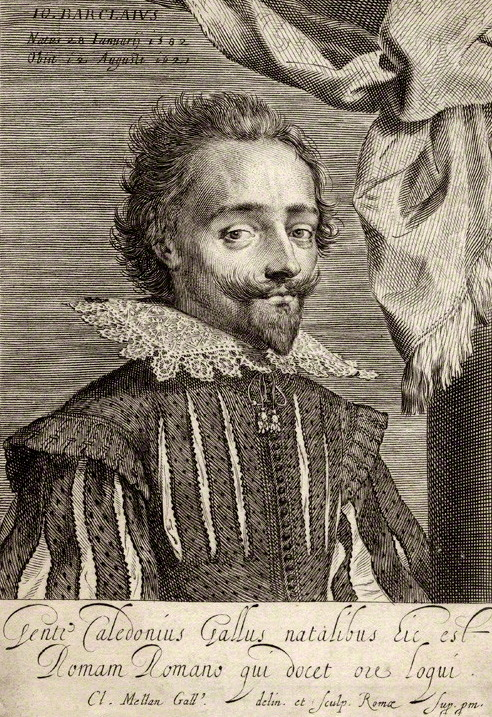
Джон Берклі на гравюрі Клода Меллау. Підпис під зображенням Гуго Гроція: Gente Caledonius, Gallus natalibus hic est, Romam Romano qui docet ore loqui («Шотландського походження, народжений у Франції, він той, хто вчить римлян говорити як римляни»)

### Сюжет
Григорій Гуковский, характеризуючи сюжет, писав:
Зміст «Аргеніди» не піддається короткому переказу, тому що роман написаний за авантюрною схемою, з цілим рядом вставних епізодів, що ускладнюють дію.
Бельгійський фахівець з новолатинської літературі Йозеф Ейсевейн стверджував, що Берклі майстерно вибудував романну структуру, яка гармоніювала як з античними, так і бароковими зразками. Сюжет заснований на безлічі натяків і інтригуючих моментів, які тримають читача в напрузі чи невіданні, пов'язують воєдино вставні новели і епізоди і розкриваються в фіналі роману. Зразком для в'язки епізодів і поступового розкриття сюжетних вузлів служила для автора «Енеїда».
Текст розділений на п'ять книг, зміст яких відповідає класициській драмі: від зав'язки до драматичної кульмінації (в третій книзі), яка є ядром всієї композиції. Далі йде розрядка і щасливий кінець. Авторський латинський текст не був розбитий на глави. Дія відбувається на Сицилії до заснування Риму і охоплює період в шість місяців.

#### Книга I
У першій книзі вводяться головні позитивні персонажі: цар Мелеандр і його дочка Аргеніда, а також друзі-придворні Поліарх і Архомброт. Вставний сюжет стосується обставин прибуття Архомброта з Африки на Сицилію і початку його дружби з Поліархом. Поліарх таємно закоханий в Аргеніду, і вона відповідає йому взаємністю, але не має права відкрито висловлювати свої почуття. Мелеандр віддається полюванню і розвагам, він закинув державні справи. Вірний воїн Поліарх втрачає прихильність царя і змушений покинути Сицилію. Архомброт займає його місце при дворі Мелеандра. На Поліарха звів наклеп бунтівний васал Мелеандра за іменем Лікоген, який також претендує на руку і серце Аргеніди. Однак засліплений гнівом цар не в змозі відрізнити правду від кривди і побачити, хто є істинним його союзником. В кінці першої книги Мелеандр і Лікоген укладають мир між собою, але всі навколишні розуміють, що він не триватиме довго.

#### Книга II
Розвиток сюжету. Двір Мелеандра переховується в фортеці Епейркте. У серці Архомброта пробуджується любов до Аргеніди, і він охоплений суперечливими пристрастями: вірністю другу Поліарху і зростаючою любов'ю до принцеси. Тим часом Поліарх відправився з Сицилії до Мавретанії і дізнався від тамтешньої королеви таємницю, сенс якої розкривається тільки в заключній, п'ятій, книзі. Лікоген плете інтриги при сицилійському дворі і починає відкрите повстання проти Мелеандра. На допомогу сіцілійському царю приходить цар Сардинії Радіробан. Введені в дію всі головні герої, політична криза перемежовується з любовними пригодами.